# Winter-Asienspiele 1996
Die 3. Winter-Asienspiele waren eine multinationale Sportveranstaltung. Sie fanden vom 4. bis 11. Februar 1996 in der chinesischen Stadt Harbin statt.
Ursprünglich war Nordkorea als Ausrichter vorgesehen gewesen, dieses konnte die Austragung aber nicht realisieren, weshalb China als Ersatz einsprang. Nachdem das IOC beschlossen hatte, seine Sommer- und Winterspiele versetzt im zweijährigen Abstand zueinander auszutragen, wurden die Winter-Asienspiele auf 1996 verschoben. So sollte eine Austragung im selben Jahr wie die Olympischen Winterspiele 1994 in Lillehammer vermieden werden.

## Teilnehmerländer
An den Winter-Asienspielen 1996 nahmen Sportler aus 18 Ländern teil. Kasachstan, Usbekistan und Thailand gaben ihr Debüt.
| - China - Chinesisch Taipeh - Hongkong - Indien - Iran - Japan - Kasachstan - Kuwait - Kirgisistan | - Libanon - Macau - Mongolei - Nordkorea - Pakistan - Südkorea - Tadschikistan - Thailand - Usbekistan |

## Sportarten
- Biathlon (Ergebnisse)
- Eishockey (Ergebnisse)
- Eiskunstlauf (Ergebnisse)
- Eisschnelllauf (Ergebnisse)
- Freestyle-Skiing (Ergebnisse)
- Shorttrack (Ergebnisse)
- Ski Alpin (Ergebnisse)
- Skilanglauf (Ergebnisse)

Skispringen wurde als Demonstrationssportart ausgetragen.

## Medaillenspiegel
| Platz | Land       | Gold | Silber | Bronze | Gesamt |
| ----- | ---------- | ---- | ------ | ------ | ------ |
| 01    | China      | 15   | 7      | 15     | 37     |
| 02    | Kasachstan | 14   | 9      | 8      | 31     |
| 03    | Japan      | 8    | 14     | 10     | 32     |
| 04    | Südkorea   | 8    | 10     | 8      | 26     |
| 05    | Usbekistan | —    | 1      | 1      | 2      |